# L'Avenir normand
L'Avenir normand est un journal d'opinion et un outil de propagande du Parti communiste français (PCF) créé en 1937. Il est interdit à partir de 1939, à la suite du pacte germano-soviétique.

## Ligne éditoriale
L'Avenir normand est un journal communiste publié pour la première fois le 4 juin 1937. Il se présente en une comme l'« organe régional du Parti communiste français » puis comme l'« hebdomadaire de la Fédération communiste de Seine-Inférieure ». De ce fait, il est un outil de propagande local du Parti Communiste français.
Reprenant le titre d'un hebdomadaire de treize ans son ainé — Le prolétaire normand —, il est publié en plusieurs éditions locales dans le département de la Seine-Inférieure.

## Historique
Le 26 août 1939, le journal est frappé par l’interdiction de la presse communiste en France instaurée par le gouvernement Édouard Daladier,, à la suite de la signature du Pacte Germano-soviétique survenu 3 jours plus tôt entre l'Allemagne — hostile à la France — et l'Union des républiques socialistes soviétiques — soutenue par les Communistes et hostile aux sociétés capitalistes. 
Le journal entre dès lors en clandestinité sous l'Occupation, altérant la périodicité de ses parutions. Durant cette période, René Dragon participe à la rédaction. 
L'édition de Dieppe correspond à une feuille ronéotypée recto-verso rédigée par le philosophe Valentin Feldman, avec le concours de Marie-Thérèse Lefèbvre et de Denise Meunier. Décidée à la fin de l'année 1940 par le PCF, par la voix d'André Pican, la publication voit le jour au début de l'année 1941. Pendant près d'un an, et sous un rythme irrégulier, mais souvent bimensuel, L'Avenir normand va donc mener la bataille des idées contre La Vigie de Dieppe, publication légale qui, sous la plume de son éditorialiste Louis-Marie Poullain, a pris activement fait et cause pour Vichy et la Collaboration. Il cessera son activité à la fin de l'année, avec l'entrée en clandestinité de Valentin Feldman et de Marie-Thérèse Lefèbvre, puis leurs arrestations respectives au début de 1942. 
Arrêté, jugé et condamné à mort par un tribunal militaire allemand, Valentin Feldman sera fusillé le 27 juillet 1942 au mont Valérien, lançant à ses bourreaux : « Imbéciles, c'est pour vous que je meurs ! ». Marie-Thérèse Lefèbvre sera condamnée à la déportation, mais survivra à l'enfer de Ravensbrück.
Après la Libération, L'Avenir normand est reparu comme hebdomadaire, puis quotidien, dans lequel écrit notamment Madeleine Dissoubray. Il disparaîtra quelques années plus tard.

## Quelques «unes»

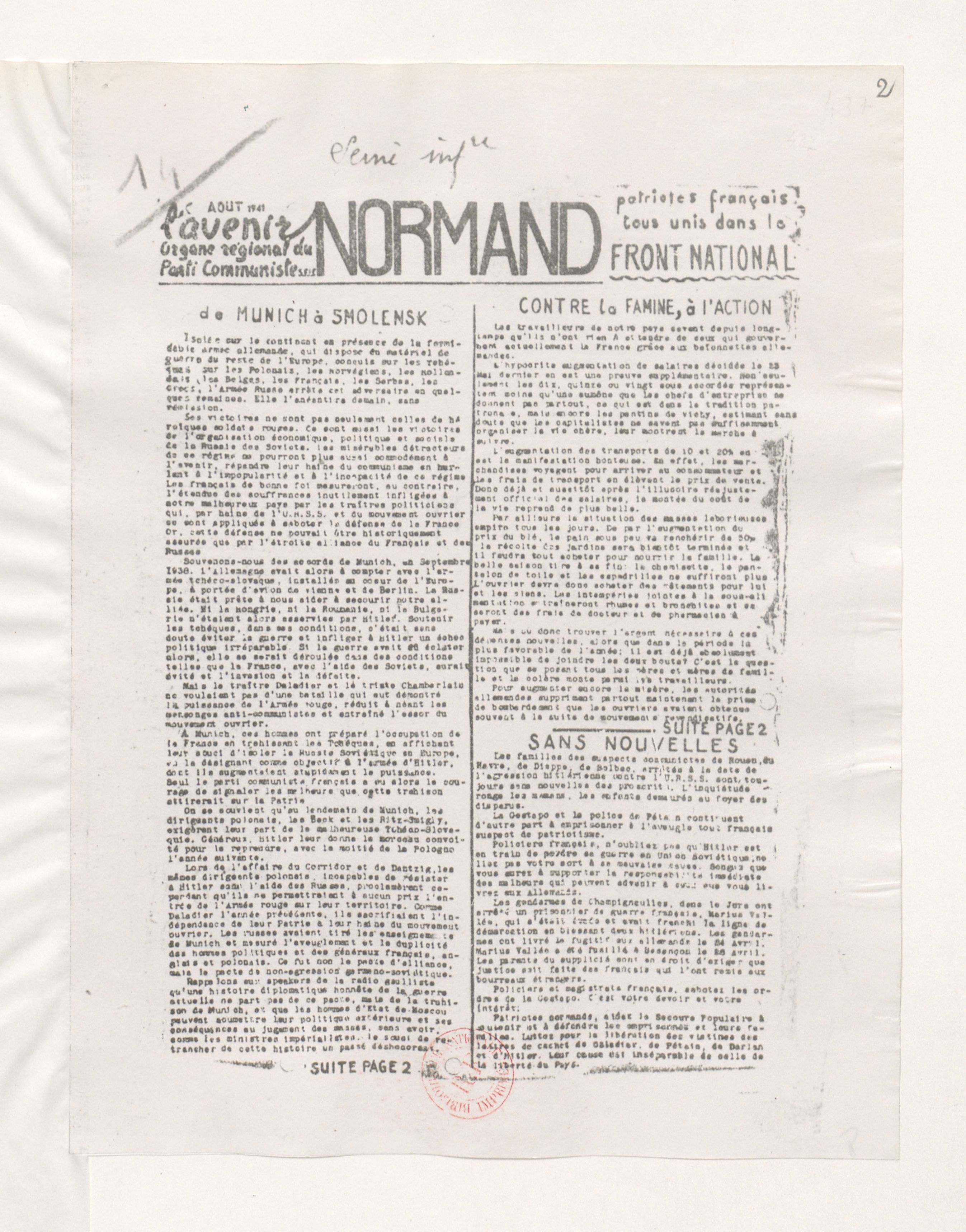
1er janvier 1941
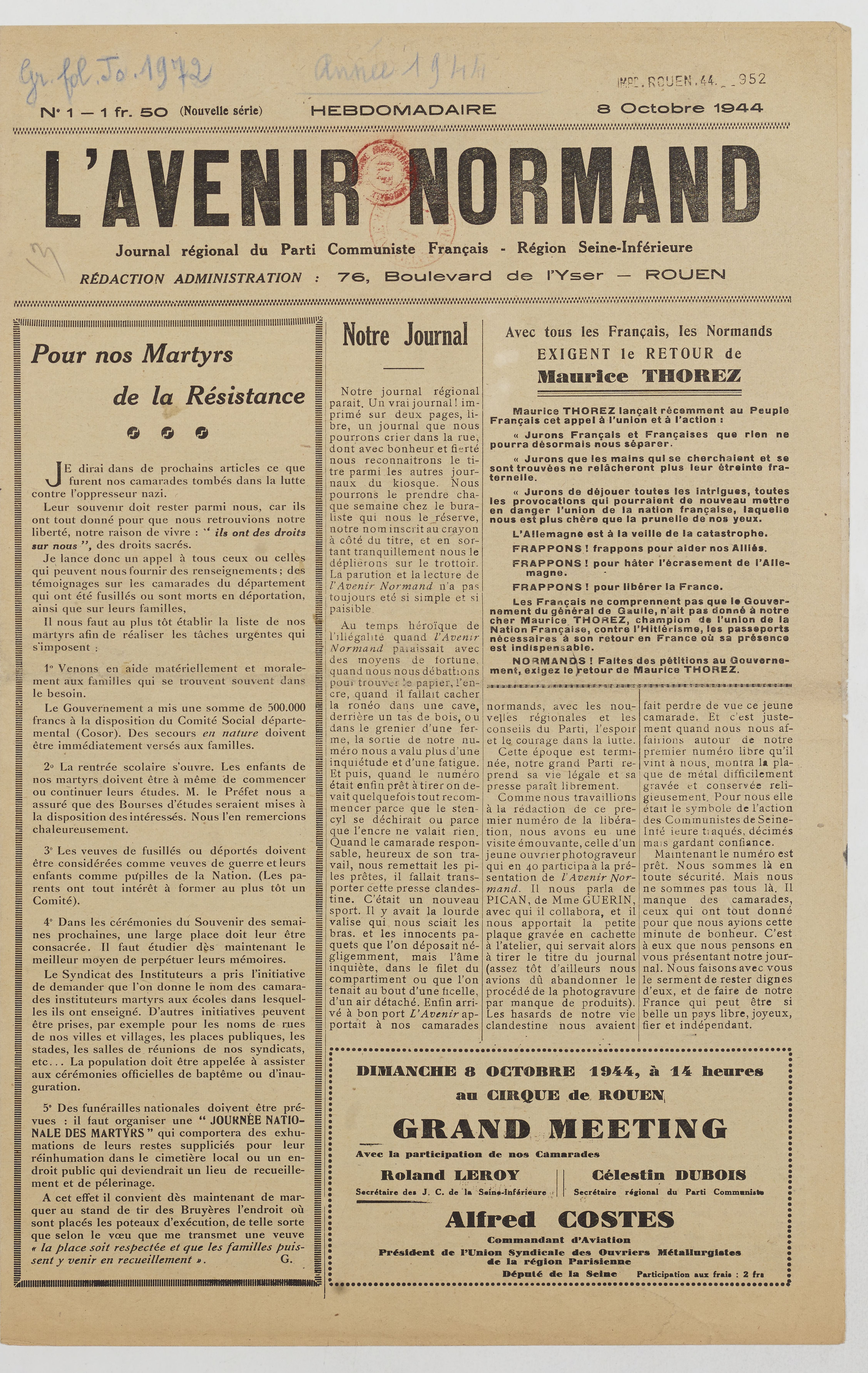
8 octobre 1944
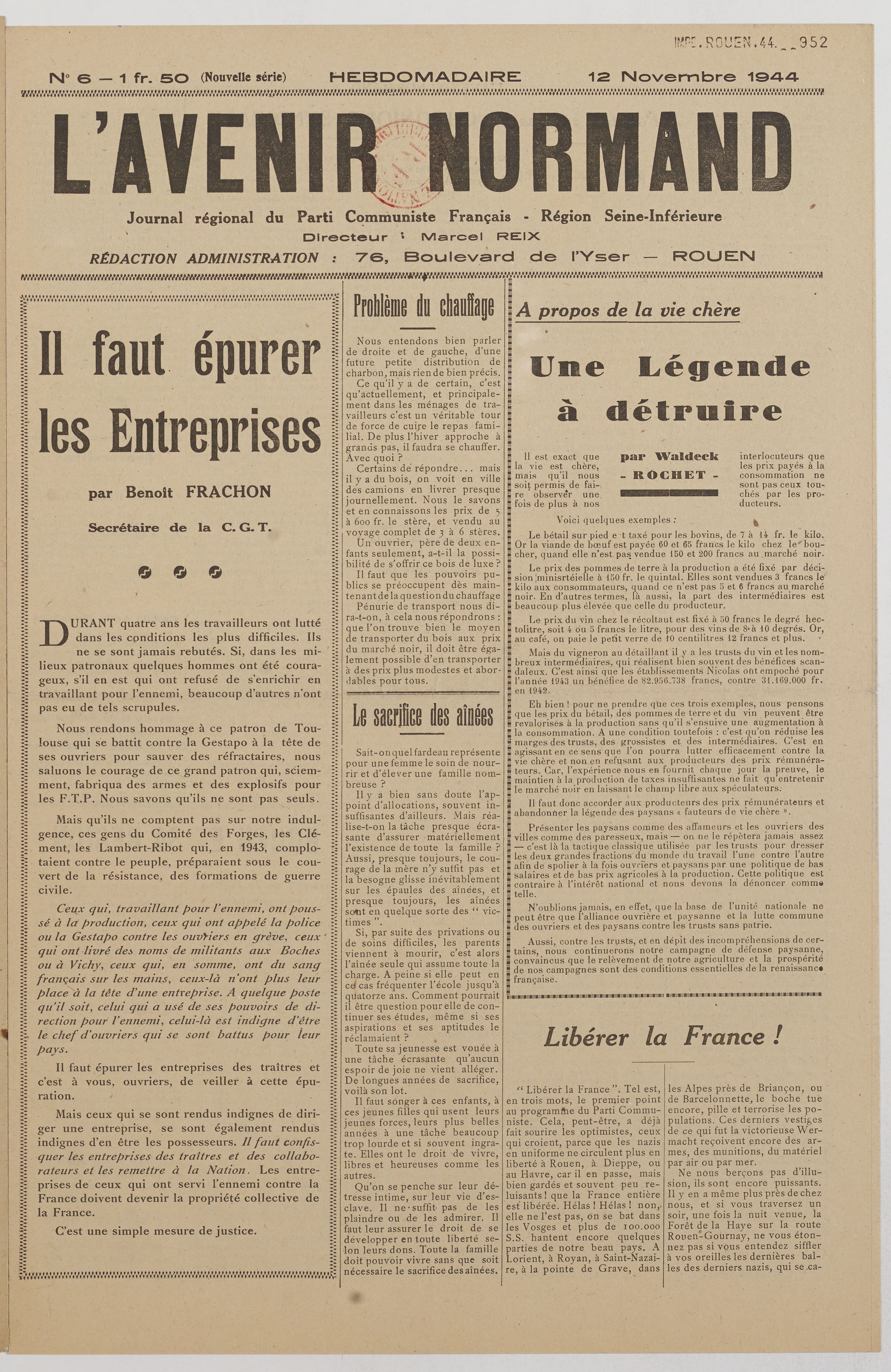
12 novembre 1944
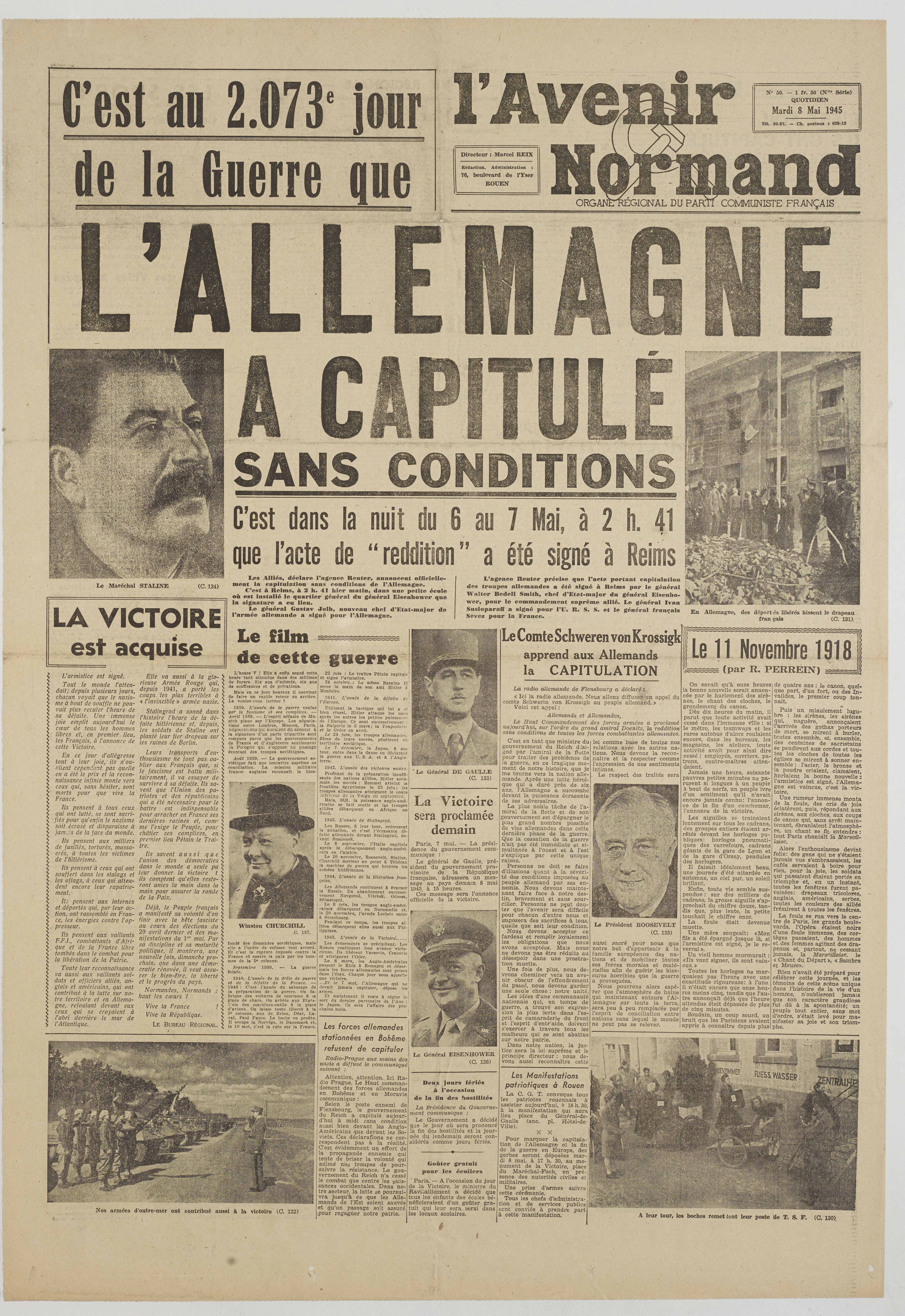
8 mai 1945
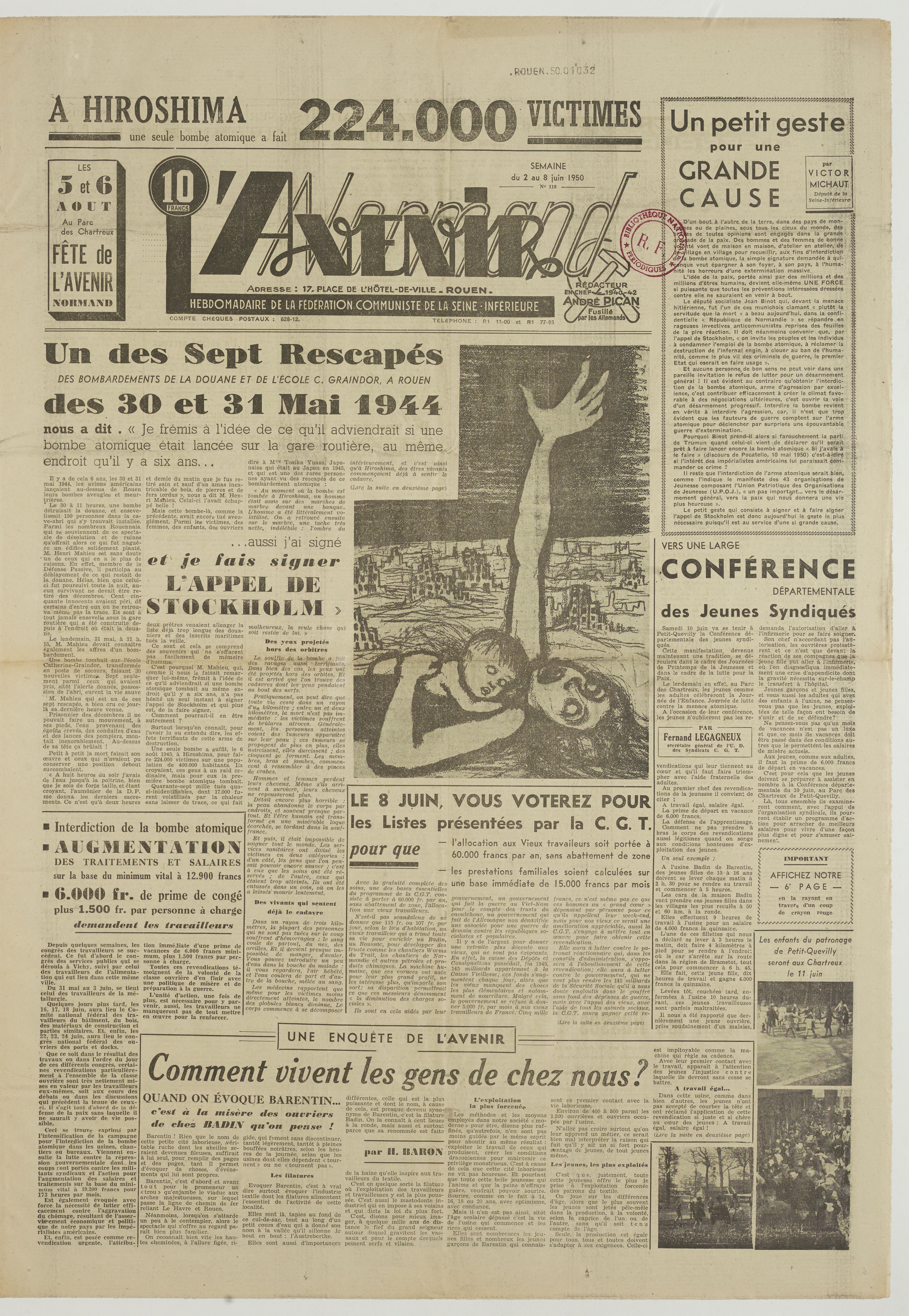
2 juin 1950